# 數位音樂產業
數位音樂產業為一種以利用網際網路線上販售數位音樂為主的產業。

## 历史
數位音樂產業內容的數位音樂格式MP3是在1987年由德國研究院發明的，然而由於一開始受限於網路速度、粗糙的使用者介面以及有限的歌曲數量，再加上只有電腦才能播放，且人們必須首先購買CD再將其轉換成MP3格式音樂；能播放MP3的播放器在那時也不普遍，一直到了約1997年才開始流行。因為寬頻電纜數據機cable modem、高速T1光纖纜線出現使得連線速度大增，使用者介面也變得很友善、便利化，編碼程式可以將MP3轉成CD，MP3隨身聽也讓人不管走到哪裡都可以使用MP3。
故於2001年，由索尼音樂娛樂與環球唱片聯手創辦的Pressplay，以及美國華納唱片、博德曼、EMI和RealNetworks共同打造網路線上音樂產業.

## 瓶頸與突破
然而在開辦的第一年用戶總數只有22萬人次，發展相當緩慢，最主要原因在於上游的內容供應商不希望推動這項產業的發展，他們擔心數位音樂的販賣會直接衝擊到他們實體CD的銷售量.由於受到上游廠商的限制，也直接影響到下游播放器市場的販售。
然而突破這尷尬的局面的是蘋果公司的史蒂夫·乔布斯，他於2001年推出數位音樂播放軟體iTunes，並設計出了可隨身攜帶的數位音樂播放器iPod，針對上述兩項軟體與商品的配合，蘋果於2003年向五大唱片公司(環球唱片、新力博德曼、EMI、華納唱片）購買將近約100萬首歌曲的銷售權，用戶們只需要利用iTunes軟體聯結到蘋果網站上購買數位音樂，並透過該軟體轉錄到自己手上的iPod，而蘋果公司只需要單曲金額一部分繳交給唱片公司即可。由此，上游供應商也從此銷售方式中的到了利益，一個穩定的數位音樂產業也逐漸形成。

## 外部連結
- 台灣索尼音樂 Sony Music Entertainment (Taiwan) （页面存档备份，存于）
- 環球唱片 (台灣) （页面存档备份，存于）
- 華納音樂集團 （页面存档备份，存于）
- 博德曼公司 （页面存档备份，存于）
- 百代唱片